# Pier Giorgio Frassati
Pier Giorgio Frassati, T.O.S.D. (6. dubna 1901, Turín – 4. července 1925, tamtéž) byl italský katolický aktivista, člen III. řádu svatého Dominika, který se věnoval otázkám sociální spravedlnosti a zapojil se do několika charitativních organizací, včetně Katolické akce a Společnosti svatého Vincenta z Pauly, aby mohl pomáhat chudým a méně šťastným lidem žijícím v jeho rodném městě Turíně; v praxi uplatňoval své vlastní zbožné přesvědčení se kterým se staral o zajišťování jejich potřeby. Byl známý především svou zbožností a přátelskou povahou.
Pier G. Frassati byl nadšeným horolezcem, často lezl se svými přáteli; byl také zdatným plavcem a sportovcem, který byl velmi známý tím, že se těmto společenským aktivitám věnoval s řadou stejně smýšlejících přátel. Jeho dobročinnost vůči druhým neznala mezí, neboť se od dětství ztotožňoval s chudými a nemocnými a pomáhal jim. Jeho společenské postavení mu poskytovalo větší svobodu v pomoci těm, kteří ji nejvíce potřebovali.
Proces jeho kanonizace začal být poprvé diskutován v roce 1932, poté, co turínští chudí několikrát prosili o zahájení takového procesu. Papež ct. Pius XII. však v roce 1941 kauzu pozastavil kvůli řadě obvinění, která se později ukázala jako nepravdivá, což umožnilo proces kanonizace obnovit. Papež sv. Jan Pavel II. blahořečil Frassatiho v polovině roku 1990 a nazval ho "mužem osmi blahoslavenství".

## Život
Pier Giorgio Frassati se narodil 6. dubna 1901 na Bílou sobotu Alfredu Frassatimu (28. září 1868 - 21. května 1961; agnostik, majitel známých liberálních novin La Stampa) a Adélaïdě Ametisové (17. února 1877 - 18. června 1949), která byla známou malířkou. Jeho jediným sourozencem - sestrou - byla Luciana Frassati Gawronska (18. srpna 1902 - 7. října 2007). Jeho otec byl činným v celostátní politice, působil v italském senátu a později se stal italským velvyslancem v Německu. Matka Adélaïde vystavovala svá díla v Benátkách, kde některá z nich zakoupil král Viktor Emanuel III. Jeho prarodiči z otcovy strany byli Pietro Frassati a Giuseppina Coda Canati.

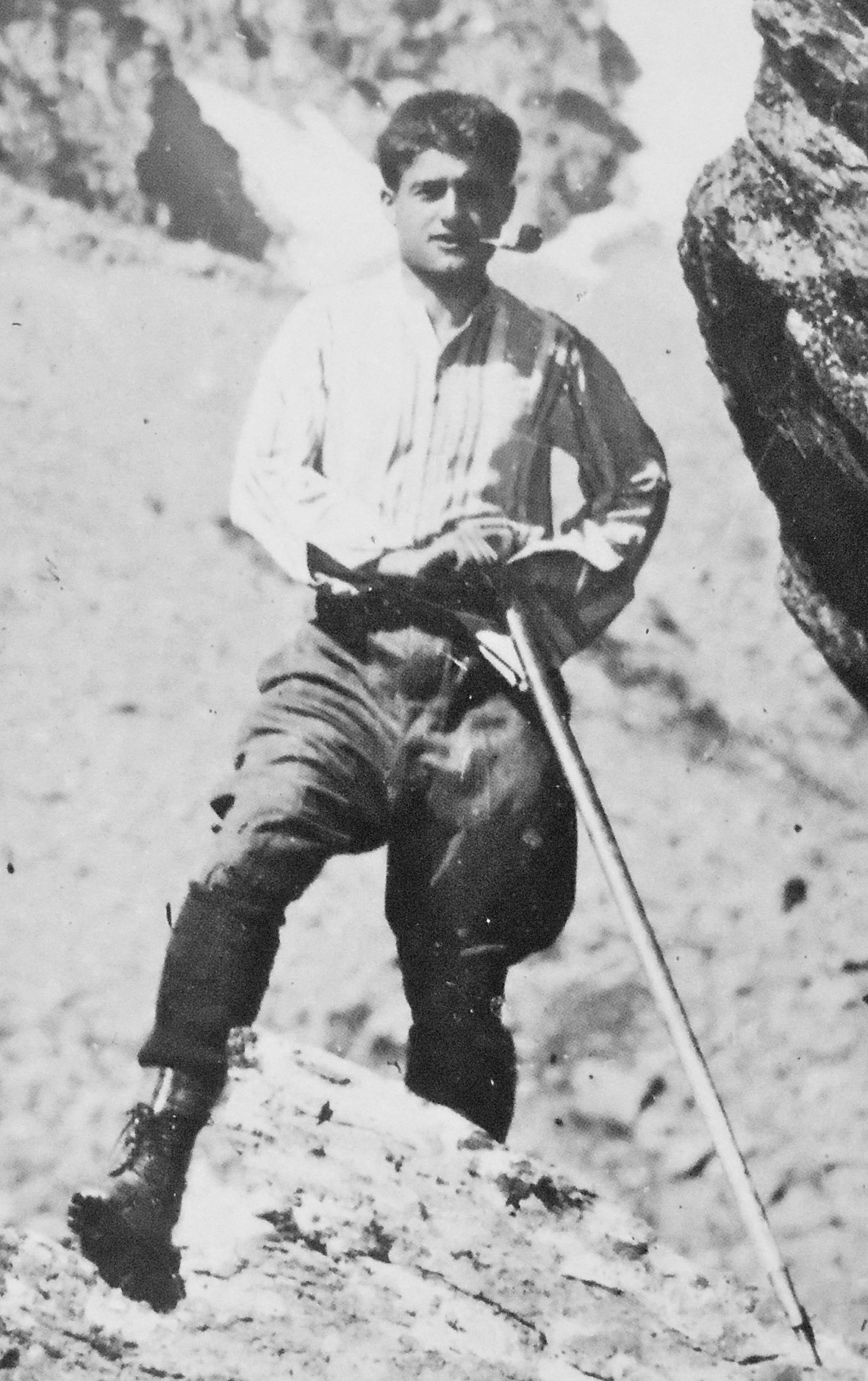
Pier Giorgio Frassati na fotografii své sestry Luciany Frassati

Frassatiho sklony pomáhat druhým se projevily již v dětství. V dětství se mu jednou stalo, že za dveřmi našel žebrající matku se synem, který byl bez bot. Zul si vlastní boty a dal je dítěti. V roce 1909 jeho otec odmítl pomoci muži, který přišel k jejich dveřím, protože byl opilý. Vzlykající Frassati o tom řekl své matce a ta ho pověřila, aby muže našel a přivedl ho do domu, aby dostal něco k jídlu. Dne 20. června 1910 byl poprvé vyzpovídán v kostele Božího Těla a 19. června 1911 přijal první svaté přijímání; 10. června 1915 přijal ve svém farním kostele biřmování.
Frassati byl známý jako "postrach" kvůli své zálibě v praktických žertících, přestože byly míněny dobře.
Ve škole byl průměrným studentem, mezi svými vrstevníky byl však Frassati známý svou inteligencí a ještě více svou zbožností. V roce 1913 neuspěl u zkoušek, a tak byl poslán na soukromé studium do školy vedené jezuity.
Frassati se věnoval sociální činnosti, která by spojovala lidi do společenství jako prostředku boje proti nerovnostem. Byl horlivým odpůrcem fašismu a nepodporoval režim Benita Mussoliniho. Byl také zapáleným socialistou. V roce 1921 byl zatčen v Římě, poté co protestoval po boku Kongresu mladých katolických dělníků. Angažoval se ve studentských skupinách, mimo jiné také v hnutí Apoštolát modlitby a Katolická akce (kde se připojil v roce 1919).
Frassati se také 28. května 1922 stal členem III. řádu svatého Dominika po příkladu Dominika z Osmy, kde přijal řeholní jméno "Girolamo" na počest Girolama Savonaroly. Věnoval se také učení Tomáše Akvinského a Kateřiny Sienské.
Inspirovalo ho také učení apoštola Pavla, kterého zmiňuje v řadě svých dopisů.

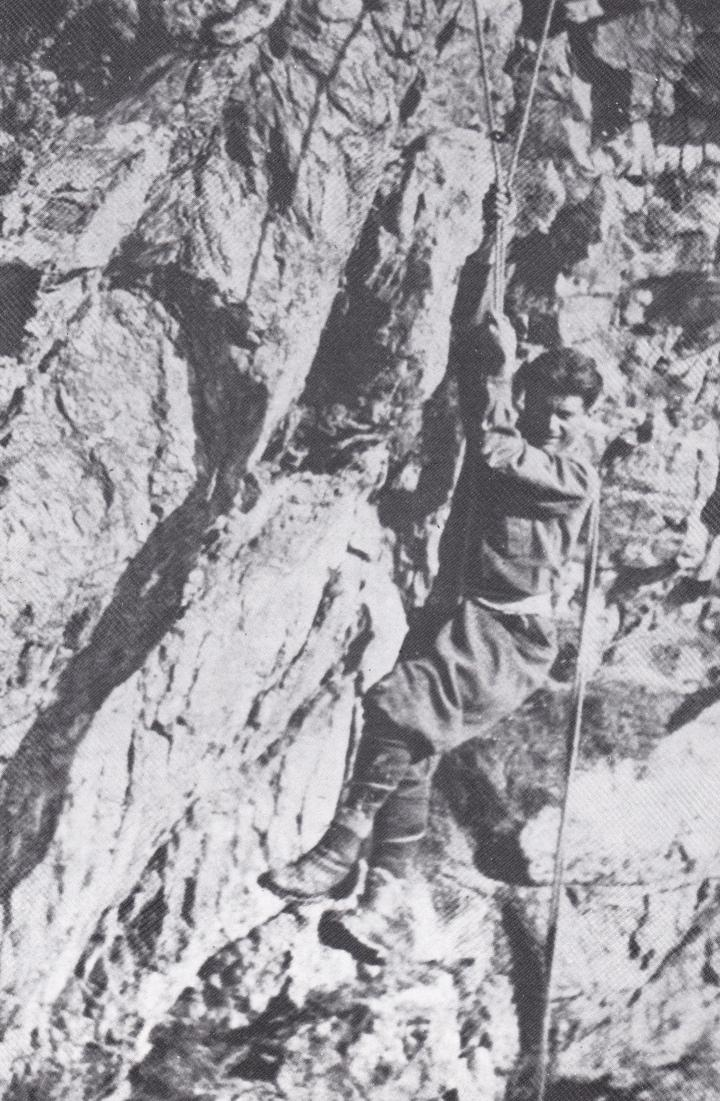
Pier G. Frassati na Rocca Sella (1924)

Často prohlašoval: "Charita není dost, je třeba sociální reformu". Pomáhal založit noviny s názvem Momento, jejichž zásady vycházely z dokumentu Rerum novarum, jehož autorem je papež Lev XIII. V roce 1918 se připojil ke skupině svatého Vincenta z Pauly a většinu svého času věnoval pomoci chudým a méně šťastným. V roce 1918 začal studovat inženýrství, aby se mohl stát důlním inženýrem, kterým chtěl být proto, aby "mohl lépe sloužit Kristu mezi horníky." Po ukončení studia mu otec nabídl buď auto, nebo značný významný fond. Vybral si fond, aby ho mohl věnovat chudým, a ne použít pro sebe. Když měl možnost poskytl lůžko nemocnému tuberkulózou, podporoval tři děti nemocné vdovy a našel bydlení pro vystěhovanou ženu. Během studií ho zaujala jedna dívka svou upřímností a dobrotou, která mu imponovala. Nikdy s ní nechodil kvůli obavě, zda by ji rodiče schválili. Toto ho přimělo k zřeknutí se vážného vztahu, jak se svěřil své sestře.
Zdálo se, že jeho nadání je neomezené, neboť byl nejen nadšeným horolezcem a sportovcem, který uměl dobře plavat, ale dokonce dokázal poměrně snadno recitovat pasáže z Danta. Frassati byl členem Italského klubu Alpino Italiano a zdolával hory jako Grand Tournalin a Monte Viso, s přáteli také navštěvoval divadla a muzea, kdykoli měl příležitost. Na filmy v kině se však díval až poté, co se dozvěděl o morálních kvalitách daného filmu, jelikož neměl rád věci vulgárního a nemravného charakteru. Naučil se tančit, i když se mu to nikdy moc nelíbilo, jak často poznamenával. Uměl také německy i francouzsky.

## Beatifikace
Turínští chudí začali žádat turínského arcibiskupa o zahájení procesu Frassatiho kanonizace. Proces byl zahájen 2. července 1932 důkladným prozkoumáváním Frassatiho života v rámci informativního procesu, který byl později ukončen 23. října 1935 - po shromáždění řady dokumentů a svědeckých výpovědí (na tento proces dohlížel kardinál Maurilio Fossati jako arcibiskup). Ke zkoumání byly shromážděny také Frassatiho spisy, aby se zajistilo, že v nich nejsou přítomny žádné doktrinální trhliny, které by zásadním způsobem překážely procesu. Teologové očistili jeho spisy 21. prosince 1938.[zdroj?]
Závažný krok zpět pro proces blahoslavení znamenalo v roce 1941 odvysílání obvinění zpochybňujících Frassatiho morálku a tvrdících, že Frassati chodil do hor ve smíšené a pochybné společnosti, na základě kterého papež ct. Pius XII. proces pozastavil. Jeho sestra - někdy poté - odjela do Říma, aby o těchto obviněních jednala s vatikánskými úředníky a spíše rehabilitovala bratrovo dobré jméno než aby obnovila proces. Obvinění se ukázala jako nepravdivá a vatikánští úředníci prohlásili, že dojde k obnovení procesu.

Dne 12. června 1978 došlo za papeže sv. Pavla VI. k formálnímu představení během, kde mu byl udělen titul služebník Boží. V návaznosti na to se později konal apoštolský proces, který byl ukončen později v roce 1981. Kongregace pro kauzy svatých vydala 12. června 1987 dekret o potvrzení platnosti předchozích procesů a později v roce 1987 obdržela od postulátora spis Positio. Teologové schválili jeho obsah 14. července 1987, stejně jako později členové C.C.S. (dne září 1987). Frassati byl prohlášen za ctihodného 23. října 1987 poté, co papež sv. Jan Pavel II. schválil dekret potvrzující, že Frassati žil příkladným křesťanským životem plným hrdinských ctností.

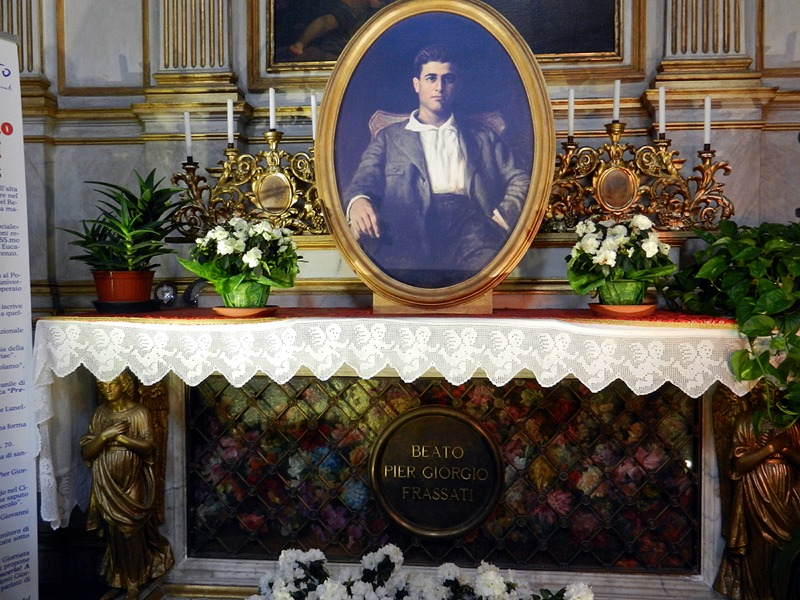
Hrobka Piera Giorgia Frassatiho uvnitř katedrály v Turíně

K jeho blahořečení bylo zapotřebí jediného zázraku - často uzdravení, které medicína ani věda nedokáže vysvětlit. Zkoumaným a rozhodujícím zázrakem se stalo uzdravení Domenica Sellana (1893 - asi 1968), který koncem roku 1933 trpěl těžkou tuberkulózou. Kněz ho navštívil 28. prosince 1933, aby mu na jeho přímluvu přinesl relikvii a Frassatiho obraz. Sellan byl z nemoci uzdraven a žil ještě více než tři desetiletí v naprostém zdraví. Uzavření vyšetřování zázraku umožnilo, aby C.C.S. potvrdila proces dekretem (20. února 1989) před schválením lékařských odborníků (26. dubna 1989). Stejně jako teologové potvrdili (30. června 1989), že se jedná o zázrak, tak i C.C.S. (3. října 1989) toto verifikovala jako zázrak. Sv. Jan Pavel II. udělil konečné schválení zázraku 21. prosince 1989, čímž také potvrdil, že Frassati bude brzy blahořečen. Sv. Jan Pavel II. blahořečil Frassatiho na Svatopetrském náměstí 20. května 1990.
Dne 25. listopadu 2024 byl uznán druhý zázrak na jeho přímluvu, potřebný pro jeho svatořečení. Původně se jeho svatořečení mělo konat 3. srpna 2025 v Tor Vergata v Římě, avšak později bylo přesunuto na 7. září, kdy se má konat na Svatopetrském náměstí.

## Posmrtný odkaz
Frassati se stal eponymem a patronem následujících vzdělávacích institucí:
- katolické akademie ve Waucondě, tj. je střední škola založená v roce 2010 v arcidiecézi Chicago[11]
- katolické střední školy, která byla otevřena v srpnu 2013 v Houstonu[zdroj?]
- katolické školy blahoslaveného Pierra Giorgia Frassatiho otevřené v září 2013 v kanadské oblasti Scarborough[12]
- katolické akademie otevřené ve White Bear Lake v Minnesotě, na předměstí St. Paul, ve školním roce 2014-15 pro žáky předškolního věku až 8. třídy.[zdroj?]

Biskup na střední škole McGuinness v Oklahomě uděluje "Cenu blahoslaveného Piera Giorgia Frassatiho" studentům, kteří předvedli vysokou úroveň ve službu druhým.
Frassati Australia - se sídlem v Brisbane - uctívá Piera Giorgia Frassatiho jako svého patrona a jako vzor pro dospívající muže. Frassati Australia je zapojuje do katolické víry a povzbuzuje je k setkání s Kristem prostřednictvím autentického katolického života v bratrství a charitativní činnosti. V současné době existují v Brisbane nejméně tři domy Frassati a v těchto domech je přibližně dvanáct mužů.
Katolická humanitní vysoká škola Christendom College ve městě Front Royal ve Virginii každoročně od roku 2016 hostuje turnaj v ragby známý jako Frassati Invitational.

## Uznání papežem
V roce 1989 Jan Pavel II. navštívil jeho hrob a vzdal mu poctu, když ho nazval "mužem osmi blahoslavenství". Stejně ho označil i rok poté.
Papež Benedikt XVI. v roce 2010 vyzval dospívající, aby následovali Frassatiho příkladu a "... objevili, že stojí za to zasvětit se Bohu ... odpovědět na jeho volání v zásadních rozhodnutích" během celého života.
Papež František uctil Frassatiho ostatky v listopadu 2015 při návštěvě Turína.

## Světový den mládeže
Frassatiho ostatky byly dvakrát přeneseny z místa posledního odpočinku v Turíně, pouze dvakrát, a to při příležitostech Světového dne mládeže - do Sydney v roce 2008 a do Krakova v roce 2016.